# Meade LX90
Meade LX90 — телескоп системи Шмідта-Кассегрена, виготовлений американською компанією Meade Instruments для ринку комерційних телескопів середньої ціни (2000 доларів США близько 2008 року). Він використовує оптичну систему, подібну до більшого та дорожчого телескопа Meade LX200, хоча він не має деяких функцій Meade LX20, як-от блокування головного дзеркала. Телескопи LX90 були оснащені обладнанням Autostar незабаром після того, як воно було представлено Meade Instruments у 1999 році. До лінійки Meade LX90 входили телескопи з апертурами 20, 25 і 30 см (8, 10, 12 дюймів) на подвійному кріпленні і з системою Autostar.